# Nysson trimaculatus
Nysson trimaculatus ist ein Hautflügler aus der Familie der Crabronidae.

## Merkmale
Die Wespe erreicht eine Körperlänge von 6 bis 8,5 Millimetern. Man kann die Art gut anhand des im Profil stark winkeligen zweiten Sternits von den übrigen Arten der Gattung Nysson unterscheiden. Meistens tragen die ersten drei Tergite nur an den Seiten gelbe Flecken und haben keine Rotfärbung. Die Beine sind in der Regel schwarz gefärbt.  

## Vorkommen
Die Art ist in Europa bis 61° nördliche Breite und in Asien, östlich bis Japan verbreitet. Sie besiedelt sowohl warme als auch kühle sandige Lebensräume, in denen auch ihre Wirte vorkommen. Die Art fliegt von Mitte Mai bis September, sie ist in Mitteleuropa verbreitet anzutreffen. 

## Lebensweise
Nysson trimaculatus parasitiert bei der Grabwespe Gorytes laticinctus, deren Nester die Weibchen aufgraben. Die Eiablage erfolgt in der Zelle unter einem Flügel der dort von der Wirtsart eingebrachten Zikaden. Dadurch ist es vor dem Wirtsweibchen, das allenfalls das Nest noch versorgt, geschützt. Nach der Eiablage wird der Nesteingang wieder verschlossen. Die Parasitoidenlarve schlüpft rasch und frisst zunächst das Wirtsei und ernährt sich sodann von den Vorräten. 